# Dermot Farrell
Dermot Pius Farrell (ur. 22 listopada 1954 w Castletown-Geoghegan) – irlandzki duchowny katolicki, biskup Ossory w latach 2018–2020, arcybiskup metropolita Dublina i Prymas Irlandii od 2021.

## Życiorys
Święcenia kapłańskie otrzymał 7 czerwca 1980 i został inkardynowany do diecezji Meath. Po kilkuletnim stażu wikariuszowskim przy parafii katedralnej został wysłany do Rzymu na studia doktoranckie z teologii dogmatycznej. Po powrocie do kraju został wykładowcą, a następnie wicerektorem i rektorem instytutu teologicznego w Maynooth. W 2007 objął probostwo w Dunboyne, a dwa lata później otrzymał też nominację na wikariusza generalnego diecezji.
3 stycznia 2018 papież Franciszek mianował go ordynariuszem diecezji Ossory. Sakry udzielił mu 11 marca 2018 ówczesny metropolita Dublina - arcybiskup Diarmuid Martin.
29 grudnia 2020 roku papież Franciszek przeniósł go na urząd arcybiskupa metropolity Dublina. Igres do prokatedry w Dublinie odbył 2 lutego 2021.